# Список керівників держав 9 року

## Європа
- плем'я атребатів — король Епілл (8-15)
- Боспорська держава — цар Рескупорід I Аспург (14 до н. е.- 37 н. е.)
- плем'я Вотадинів — правитель Овен ап Афалах (10 до н. е. — 25 н. е.)
- Ірландія — верховний король Ферадах Фіндфехтнах (9-14)
- цар кантіїв Восеніос
- плем'я катувеллаунів — вождь Кунобелін (9-43)
- плем'я маркоманів — вождь Маробод (9 до н. е.-19 н. е.)
- Одриське царство — цар Реметалк I (12 до н. е.- 12 н. е.)
- плем'я херусків — вождь Арміній
- Римська імперія
  - імператор Октавіан Август (27 до н. е.-14 н. е.)
  - консули Гай Поппей Сабін і Квінт Сульпіцій Камерін
  - консули-суффекти Квінт Поппей Секунд і Марк Папій Мутіл

## Азія
- перший й останній китайський імператор династії Сінь Ван Ман (9-23)
- цар Великої Вірменії Тигран V
- тетрарх Галілеї та Переї Ірод Антипа
- цар Іберії Фарсман I
- індо-грецький цар Стратон II
- цар Каппадокії і Малої Вірменії Архелай
- тхеван Когурьо Юрімьон
- цар Набатеї Арета IV Філопатор
- цар Осроени Ма'ну IV
- цар Парфії Вонон I
- цариця Понту, Боспору та Колхіди Піфодорида Понтійська
- правитель Сатватханів Пулумаві I
- правитель Сілли Намхе Чхачхаун
- цар Харакени Аттамбел II
- шаньюй Хунну Учжулю
- імператор Японії Суйнін

## Африка
- Кушський цар Натакамані
- Мавретанське царство — король Юба II (25 до н. е.—23 н. е.)